# Tretja operativna cona
Tretja operativna cona (tudi III. operativna cona ali Alpska operativna cona) je bila ustanovljena z ukazom Glavnega poveljstva NOV in PO Slovenije dne 26. decembra 1942.

## Ustanovitev in delovanje cone
Alpska operativna cona je bila ustanovljena ob preurejanju NOV in POS. Poveljevala sta ji komandant Mirko Bračič in politični komisar Franc Ravbar. Cona naj bi obsegala vso Primorsko, Beneško Slovenijo, Gorenjsko in Polhograjsko hribovje. Ker sta Ravbar in namestnik komandanta Stane Starc januarja 1943 v spopadu na Gorenjskem padla v boju in ker je bilo na tako obsežnem območju težko voditi enote, je Glavno poveljstvo 21. februarja 1943 Alpsko cono ukinilo in ustanovilo novo Primorsko operativno cono. Za vsa omenjena območja je III. operativno cono obnovilo 22. novembra 1943 in za komandanta določila Lada Amrožiča-Novljana, za političnega komisarja pa Dušana Kvedra. Cona je delovala do 21. decembra 1943, ko so iz nje ustanovili 9. korpus.

## Enote v sestavi cone
- Dolomitski odred
- Gorenjski odred
- Soški odred

## Komandanta cone
- Mirko Bračič
- Lado Ambrožič-Novljan

## Politična komisarja cone
- Franc Ravbar
- Dušan Kveder